# Ems-Occidental
Departamentul Ems-Occidental (franceză Département des Ems-Occidental, neerlandeză Departement Westereems) a fost un departament al Franței din perioada primului Imperiu. 
Departamentul a fost format în urma anexării Regatului Olandei de către Primul Imperiu Francez, în 1811. Departamentul ocupa teritoriul fostelor provincii din Țările de Jos: Senioria Groningen și Senioria Drenthe. Odată cu formarea Republicii Batave în 1798 teritoriul este organizat sub forma de departamente, după modelul francez, teritoriul Ems-Occidental aparținând departamentelor Eems și Oude IJsel. În 1801 acestea sunt reorganizate, în regiune fiind organizat departamentele Groningen și Overijssel. Acesta din urmă a fost divizat în 1806, departamentul Ems-Occidental fiind format 3 ani mai târziu din reunirea departamentelor Groningen și a noului departament Drenthe.
Departamentul este numit după râul Ems, atributul "Occidental" indicând că acesta se găsește la vest de acest râu. Reședința departamentului a fost orașul Groningen numit în franceză Groningue. Departamentul era administrat indirect prin intermediul administrației franceze de la Haga, împreună cu celelalte departamente nordul fostului Regat Olanda.
Departamentul este divizat în 4 arondismente și 17 cantoane astfel:
- arondismentul Groningen, cantoanele: Groningen (2 cantoane), Hoogezand, Leek și Zuidhorn.
- arondismentul Appingedam, cantoanele: Appingedam, Loppersum, Middelstum și Winsum.
- arondismentul Assen, cantoanele: Assen, Dalen, Hoogeveen și Meppel.
- arondismentul Winschoten, cantoanele: Jemgum, Wedde, Weener și Winschoten.

În urma debarcării viitorului rege William I la Scheveningen și a oucpării succesive a Țărilor de Jos, Franța pierde controlul asupra regiunii începând de la sfârșitul lui 1813. În urma înfrângerii lui Napoleon în 1814 teritoriul intră în componența Regatului Unit al Țărilor de Jos în cadrul căreia face parte din provinciile Groningen și Drenthe, provincii existente și în prezent în Olanda.